# Ozero Revutjeje
Ozero Revutjeje (ryska: Озеро Ревучее) är en sjö i Belarus.   Den ligger i voblasten Homels voblast, i den östra delen av landet, 300 km sydost om huvudstaden Minsk. Ozero Revutjeje ligger 132 meter över havet. Arean är 0,78 kvadratkilometer. Den sträcker sig 1,2 kilometer i nord-sydlig riktning, och 1,1 kilometer i öst-västlig riktning.
Omgivningarna runt Ozero Revutjeje är en mosaik av jordbruksmark och naturlig växtlighet. Runt Ozero Revutjeje är det ganska glesbefolkat, med 31 invånare per kvadratkilometer.